# Erik Pieters
Erik Pieters (Tiel, 1988. augusztus 7. –) holland labdarúgó, jelenleg az angol Stoke City FC játékosa.

## Pályafutása

### FC Utrecht
A 2006/2007-es szezonban mutatkozhatott be nevelő klubjában az FC Utrecht-ben 18 évesen és az idény során hússzor lépett pályára. A következő 2007/2008 szezonban is az FC Utrecht-et erősítette, ebben az évben debütált csapatával Intertotó-kupában. Remek játékával felkeltette a hollandiai óriás klub PSV Eindhoven figyelmét is.

### PSV Eindhoven
2008. július 9–én írta alá a szerződést a PSV Eindhoven–nel, mely 2,5 millió €–t fizetett érte. A csapatnál a 14–es mezszámot kapta.
Első meccsét új csapatával éppen a korábbi klubja az FC Utrecht ellen játszotta, a végeredmény fölényes (5-1) PSV sikert hozott. Ez év szeptemberében debütált a BL–ben is az Atlético Madrid ellen. A következő évben Pieters bebiztosította a helyét a csapatban, tagja volt a PSV 31 meccses veretlenségi sorozatának. A szezonja azonban félbeszakadt térdsérülés miatt. Visszatérése éppen legnagyobb riválisuk az Ajax elleni meccsre esett.

### Válogatott
Pieters 2010-ben mutatkozhatott be a holland válogatottban Bert van Marwijk szövetségi kapitány meghívására egy Ukrajna elleni barátságos mérkőzésen, mely 1-1-es döntetlennel végződött.